# Kenji Itō
Kenji Itō (伊藤 賢治?; Tokyo, 5 luglio 1968) è un compositore giapponese.
Autore delle musiche delle serie Mana e SaGa, ha lavorato per Square Enix dal 1990 al 2001, prima di diventare freelance. È inoltre uno dei compositori che ha collaborato a Super Smash Bros. Melee.